# 朱真淤
肅靖王朱真淤（1475年—1526年），明朝第四代肅王——肅恭王朱貢錝的世子。弘治十年（1497年），封肅世子。当了29年的世子，嘉靖五年（1526年）薨逝，壽五十二，諡安和世子。長子朱弼桓早卒，庶二子定王朱弼桄嗣位肅王後，追封朱真淤为肅靖王。著有《星海詩集》二卷。
肃靖王继妃晏氏，次妃杨氏。

## 子女
1. 朱弼桓
2. 肅定王 朱弼桄
3. 鎮國將軍 朱弼㮌
4. 肅安王 朱弼柿
5. 鎮國將軍 朱弼栲
6. 開化僖憲王 朱弼枳
7. 會昌莊僖王 朱弼楝